# Farsogaleruca rufina
Farsogaleruca rufina es una especie de insecto coleóptero de la familia Chrysomelidae.
Fue descrita científicamente en 1981 por Lopatin. Se distribuye en Fars, Iran.